# Macbeth (pel·lícula de 1971)
Macbeth (títol original en anglès The Tragedy of Macbeth) és una pel·lícula estatunidenca dirigida per Roman Polanski, estrenada el 1971.

## Argument
Macbeth d'Escòcia, valerós general escocès, rep la visita de tres bruixes que li profetitzen que un dia serà rei. Aprofitant que el rei Duncan s'allotja a casa, i esperonat per la seva dona, Macbeth l'assassina i és proclamat rei d'Escòcia. No obstant això, per mantenir-se al tron, es veurà obligat a seguir cometent més crims, mentrestant, la seva esposa, aclaparada pels remordiments, s'ensorra.

## Repartiment
- Jon Finch: Macbeth
- Francesca Annis: Lady Macbeth
- Martin Shaw: Banquo
- Terence Bayler: McDuff
- Nicholas Selby: Duncan
- John Stride: Shaw
- Stephan Chase: Malcom
- Bernard Archard: Angus

## Premis
- 1972: National Board of Review - Millors 10 films del 1971.[3]
- 1973: BAFTA al millor vestuari per Anthony Mendleson.[4]